# Hydraschema veruta
Hydraschema veruta là một loài bọ cánh cứng trong họ Cerambycidae.